# 프로메테우스 (카프카)
〈프로메테우스〉(Prometheus)는 프란츠 카프카가 1917년에서 1923년 사이에 쓴 단편소설이다. 이야기는 신의 비밀을 인간에게 알려줘서 신을 배신한 죄로 절벽에 사슬로 묶인 프로메테우스의 운명에 관한 것으로, 프로메테우스 신화를 4가지 버전으로 제공한다. 이것은 카프카의 생전에는 출판되지 않았다. 1931년 카프카의 다른 소설인 〈만리장성〉(The Great Wall of China)에 처음 등장하였다. 

## 참고
Kafka, Franz. The Complete Stories. New York: Schocken Books, 1995.